# Pedioplanis lineoocellata
Espèce
Synonymes
- Eremias lineoocellata Duméril & Bibron, 1839
- Eremias annulifera Smith, 1845
- Eremias aspera Boulenger 1917
- Eremias formosa Smith, 1845
- Eremias pulchella Gray, 1845
- Eremias pulchra Smith, 1845
- Eremias lineoocellata inocellata Mertens, 1955

Pedioplanis lineoocellata est une espèce de sauriens de la famille des Lacertidae.

## Répartition
Cette espèce se rencontre en Afrique du Sud, en Namibie et au Botswana.

## Liste des sous-espèces
Selon The Reptile Database (2 février 2013) :
- Pedioplanis lineoocellata inocellata (Mertens, 1955)
- Pedioplanis lineoocellata lineoocellata (Duméril & Bibron, 1839)
- Pedioplanis lineoocellata pulchella (Gray, 1845)

## Publications originales
- Duméril & Bibron, 1839 : Erpétologie Générale ou Histoire Naturelle Complète des Reptiles. vol. 5, Roret/Fain et Thunot, Paris, p. 1-871 (texte intégral).
- Gray, 1845 : Catalogue of the specimens of lizards in the collection of the British Museum, p. 1-289 (texte intégral).
- Mertens, 1955 : Die Amphibien und Reptilien Südwestafrikas. Aus den Ergebnissen einer im Jahre 1952 ausgeführten Reise. Abhandlung der Senckenbergischen Naturforschenden Gesellschaft (Frankfurt), vol. 490, p. 1-172.